# 鼻ピアス
鼻ピアス（はなピアス、nose piercing）とは、ピアスのうち鼻に対して施すものをいう。片方の鼻翼部に対する「ノストリル（nostril）」、両方の鼻翼部を貫通させた「ナサラング（nasallang）」、鼻中隔に対する「セプタム（septum）」、目と目の間に行う「ブリッジ（bridge）」などの種類がある。

## 歴史

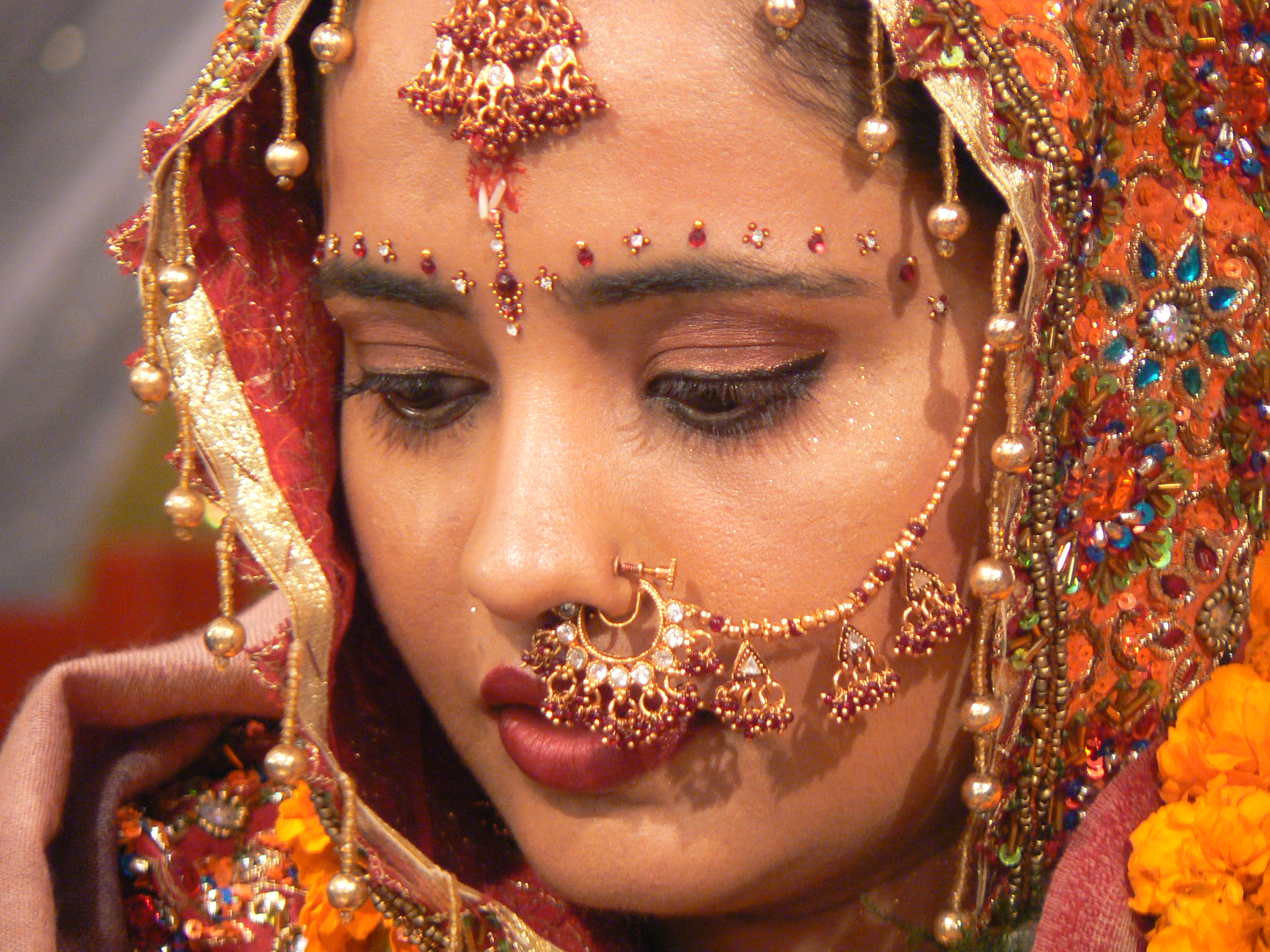
鼻ピアスしているインドの女性

インドやネパールなどの南アジアでは、伝統的な鼻ピアスの文化が古くから存在する。インドの伝統医学であるアーユルヴェーダにおいて、左の鼻孔は女性の生殖器官を司ると考えられており、月経痛や出産時の痛みを軽減させるため、現代でも多くの女性が伝統的な鼻ピアスを施しているという。
また、鼻ピアスは装身具としても用いられており、インドにおいては、結婚式を控えた新婦が鼻ピアスをチェーンで髪に繋ぐ文化が存在するという
また、一部文化においては、鼻は自身の権力の象徴とされ、これを誇示する手段としての鼻ピアスがアラブなどで広く用いられたという。
現代社会においては、1960年代以降、東洋の習俗に影響を受けたアメリカのヒッピー達の間で流行し、その後、1980年代のパンクロッカー、1990年代のヘヴィメタル等のゴスなど、これまでの既成概念に抵抗する象徴として鼻ピアスの文化は受け継がれている。